# Hội chọi trâu Phù Ninh
Hội chọi trâu Phù Ninh được tổ chức tại huyện cùng tên thuộc tỉnh Phú Thọ, Việt Nam. Đây là lễ hội để tưởng nhớ vua Hùng theo tích xưa vua Hùng đi săn qua đây diệt hai con hổ đang đánh nhau.
Năm 2009, hội chọi trâu Phù Ninh được tổ chức tại sân vận động Công ty giấy Bãi Bằng, do huyện Phù Ninh tổ chức.